# U.S. Post Office Belvidere
Das U.S. Post Office in Belvidere ist ein historisches Gebäude im Zentrum von Belvidere, Illinois. Es wurde 1911 gebaut und wurde am 11. Mai 2000 mit der Nummer 00000473 in das National Register of Historic Places aufgenommen.

## Geschichte
Das Bauwerk wurde 1911 durch den Bauunternehmer E. Maffioli aus Rockford errichtet. Die Bauaufsicht für das United States Department of the Treasury führt A.N. Eason. Der Zeitplan für den Bau sah den Abschluss der Bauarbeiten für den 1. September und die Inbetriebnahme für den 11. Oktober des Jahres 1911 vor. Die Arbeiten wurden innerhalb des Zeitrahmens abgeschlossen und das Postamt wurde am 11. Oktober 1911 unter großer Teilnahme der interessierten Öffentlichkeit eingeweiht. Das Postamt war bis 1997 in Betrieb, als es zum Verkauf angeboten wurden. 1998 wurde es schließlich an eine Privatperson verkauft.

## Architektur
Das U.S. Post Office Belvidere ist im Stil des Neoklassizismus erbaut und besitzt mehrere für diesen Stil typische Eigenschaften. Es wurde durch James Knox Taylor entworfen, der damals Chefarchitekt des US-amerikanischen Finanzministeriums war. Bei seinem Entwurf verwendet er eine Mischung von Formen der Klassik und der Renaissance.
Die innenliegende Kuppel, das gebrochene Giebeldreieck über dem Eingangsbereich (eine typische Form des Neoklassizismus), feingekörnte Steinmetzarbeiten, ein monumentaler Rahmen und die bildhauerischen Einzelheiten finden sich üblicherweise bei Gebäuden im Stil des Neoklassizismus.

## Historische Bedeutung
Das Postamt von Belvidere spiegelt die Architektur wider, die durch die Bundesregierung der Vereinigten Staaten zu Beginn des 20. Jahrhunderts bevorzugt wurde. Das Gebäude ist ein signifikantes Beispiel der Architektur des Classical Revival und eines der herausragenden Gebäude in diesem Baustil in Belvidere.